# 陶邓镇
陶邓乡，是中华人民共和国广西壮族自治区来宾市兴宾区下辖的一个乡镇级行政单位。

## 行政区划
陶邓乡下辖以下地区：
三育村、大罗村、陶邓村、大邓村、茶枭村、六会村、三洲村、兴高村、韦里村、九合村、贵岭村、川山村和五同村。